# Mallinella
Genre
Synonymes
- Langbiana Hogg, 1922
- Suffucioides Jézéquel, 1964

Mallinella est un genre d'araignées aranéomorphes de la famille des Zodariidae.
Certaines des plus de 200 espèces connues sont parfois appelées Mallinelle.

## Distribution
Les espèces de ce genre se rencontrent en Asie, en Afrique subsaharienne et en Océanie.

## Habitat
Les espèces de ce genre se rencontrent dans les forêts tropicales humides, dans la litière. Certaines espèces préfèrent les forêts de montagne ou les savanes et jungles avec une saison sèche marquée.

## Description

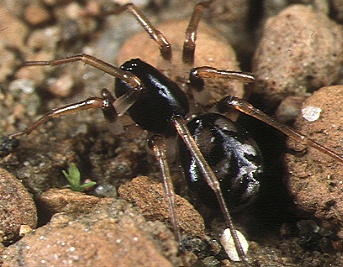
Mallinella shimojanai

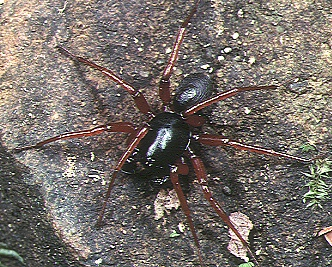
Mallinella fulvipes

Les espèces de ce genre sont des araignées nocturnes qui ne se nourrissent presque exclusivement de fourmis et de termites. 
Cette araignée a une carapace en dôme et des petites épines protègent ses spiracles trachéens.
Cette araignée se construit  un abri dans la litière des feuilles.

## Liste des espèces
Selon World Spider Catalog (version 26, 02/07/2025) :
- Mallinella abdita Dankittipakul, Jocqué & Singtripop, 2010
- Mallinella abnormis Dankittipakul, Jocqué & Singtripop, 2012
- Mallinella acanthoclada Dankittipakul, Jocqué & Singtripop, 2012
- Mallinella acroscopica Dankittipakul, Jocqué & Singtripop, 2012
- Mallinella adonis Dankittipakul, Jocqué & Singtripop, 2012
- Mallinella advena Dankittipakul, Jocqué & Singtripop, 2012
- Mallinella albomaculata (Bosmans & Hillyard, 1990)
- Mallinella albotibialis (Bosmans & Van Hove, 1986)
- Mallinella allantoides Dankittipakul, Jocqué & Singtripop, 2012
- Mallinella allorostrata Dankittipakul, Jocqué & Singtripop, 2012
- Mallinella alonalon Lualhati-Caurez & Barrion, 2020
- Mallinella alticola Dankittipakul, Jocqué & Singtripop, 2012
- Mallinella amblyrhyncha Dankittipakul, Jocqué & Singtripop, 2012
- Mallinella ampliata Dankittipakul, Jocqué & Singtripop, 2012
- Mallinella angoonae Dankittipakul, Jocqué & Singtripop, 2012
- Mallinella angulosa Dankittipakul, Jocqué & Singtripop, 2012
- Mallinella angustata Dankittipakul, Jocqué & Singtripop, 2012
- Mallinella angustissima Dankittipakul, Jocqué & Singtripop, 2012
- Mallinella annulipes (Thorell, 1893)
- Mallinella apiculata Dankittipakul, Jocqué & Singtripop, 2012
- Mallinella apodysocrina Dankittipakul, Jocqué & Singtripop, 2012
- Mallinella atromarginata Dankittipakul, Jocqué & Singtripop, 2012
- Mallinella axillocrina Dankittipakul, Jocqué & Singtripop, 2012
- Mallinella bandamaensis (Jézéquel, 1964)
- Mallinella banna Lu & Li, 2023
- Mallinella beauforti (Kulczyński, 1911)
- Mallinella belladonna Dankittipakul, Jocqué & Singtripop, 2012
- Mallinella bicanaliculata B. S. Zhang & F. Zhang, 2019
- Mallinella bicolor (Jézéquel, 1964)
- Mallinella bidenticulata Dankittipakul, Jocqué & Singtripop, 2012
- Mallinella bifida Dankittipakul, Jocqué & Singtripop, 2010
- Mallinella bifurcata Wang, Yin, Griswold & Peng, 2009
- Mallinella bigemina Dankittipakul, Jocqué & Singtripop, 2012
- Mallinella birostrata Dankittipakul, Jocqué & Singtripop, 2012
- Mallinella biumbonalia Wang, Yin, Griswold & Peng, 2009
- Mallinella bosmansi Nzigidahera, Desnyder & Jocqué, 2011
- Mallinella brachiata Dankittipakul, Jocqué & Singtripop, 2012
- Mallinella brachyrhyncha Dankittipakul, Jocqué & Singtripop, 2012
- Mallinella brachytheca Dankittipakul, Jocqué & Singtripop, 2012
- Mallinella brunneofusca Dankittipakul, Jocqué & Singtripop, 2012
- Mallinella calautica B. S. Zhang & F. Zhang, 2019
- Mallinella calicoanensis Dankittipakul, Jocqué & Singtripop, 2012
- Mallinella calilungae (Barrion & Litsinger, 1992)
- Mallinella callicera Dankittipakul, Jocqué & Singtripop, 2012
- Mallinella cameroonensis (Van Hove & Bosmans, 1984)
- Mallinella caperata Dankittipakul, Jocqué & Singtripop, 2012
- Mallinella capitulata Dankittipakul, Jocqué & Singtripop, 2012
- Mallinella cirrifera Dankittipakul, Jocqué & Singtripop, 2012
- Mallinella clavigera Dankittipakul, Jocqué & Singtripop, 2012
- Mallinella comitata Dankittipakul, Jocqué & Singtripop, 2012
- Mallinella concava Dankittipakul, Jocqué & Singtripop, 2012
- Mallinella consona Logunov, 2010
- Mallinella convolutiva Dankittipakul, Jocqué & Singtripop, 2012
- Mallinella cordiformis Dankittipakul, Jocqué & Singtripop, 2012
- Mallinella cryptocera Dankittipakul, Jocqué & Singtripop, 2012
- Mallinella cryptomembrana Dankittipakul, Jocqué & Singtripop, 2012
- Mallinella cuspidata Dankittipakul, Jocqué & Singtripop, 2012
- Mallinella cuspidatissima Dankittipakul, Jocqué & Singtripop, 2012
- Mallinella cymbiforma Wang, Yin & Peng, 2009
- Mallinella dambrica Ono, 2004
- Mallinella debeiri (Bosmans & Van Hove, 1986)
- Mallinella decorata (Thorell, 1895)
- Mallinella decurtata (Thorell, 1899)
- Mallinella denticulata Dankittipakul, Jocqué & Singtripop, 2012
- Mallinella dhanahami Dayananda & Benjamin, 2025
- Mallinella digitata B. S. Zhang, F. Zhang & Chen, 2011
- Mallinella dinghu Song & Kim, 1997
- Mallinella dolichobilobata Dankittipakul, Jocqué & Singtripop, 2012
- Mallinella dolichorhyncha Dankittipakul, Jocqué & Singtripop, 2012
- Mallinella dumogabonensis (Bosmans & Hillyard, 1990)
- Mallinella elegans Dankittipakul, Jocqué & Singtripop, 2012
- Mallinella elongata Dankittipakul, Jocqué & Singtripop, 2012
- Mallinella erratica (Ono, 1983)
- Mallinella etindei (Van Hove & Bosmans, 1984)
- Mallinella exornata (Thorell, 1887)
- Mallinella fasciata (Kulczyński, 1911)
- Mallinella filicata Dankittipakul, Jocqué & Singtripop, 2012
- Mallinella filifera Dankittipakul, Jocqué & Singtripop, 2012
- Mallinella flabellata Dankittipakul, Jocqué & Singtripop, 2012
- Mallinella flabelliformis Dankittipakul, Jocqué & Singtripop, 2012
- Mallinella flagelliformis Dankittipakul, Jocqué & Singtripop, 2012
- Mallinella fronto (Thorell, 1887)
- Mallinella fulvipes (Ono & Tanikawa, 1990)
- Mallinella galyaniae Dankittipakul, Jocqué & Singtripop, 2012
- Mallinella glomerata Dankittipakul, Jocqué & Singtripop, 2012
- Mallinella gombakensis Ono & Hashim, 2008
- Mallinella gongi Bao & Yin, 2002
- Mallinella hainan Song & Kim, 1997
- Mallinella hamata (Bosmans & Hillyard, 1990)
- Mallinella hilaris (Thorell, 1890)
- Mallinella hingstoni (Brignoli, 1982)
- Mallinella hoangliena Logunov, 2010
- Mallinella hoosi (Kishida, 1935)
- Mallinella immaculata Zhang & Zhu, 2009
- Mallinella indica (Tikader & Patel, 1975)
- Mallinella inflata (Bosmans & Van Hove, 1986)
- Mallinella innovata Dankittipakul, Jocqué & Singtripop, 2012
- Mallinella insolita Dankittipakul, Jocqué & Singtripop, 2012
- Mallinella insulana Dankittipakul, Jocqué & Singtripop, 2010
- Mallinella jaegeri Dankittipakul, Jocqué & Singtripop, 2012
- Mallinella karubei Ono, 2003
- Mallinella kelvini (Bosmans & Hillyard, 1990)
- Mallinella khanhoa Logunov, 2010
- Mallinella kibonotensis (Bosmans & Van Hove, 1986)
- Mallinella klossi (Hogg, 1922)
- Mallinella koupensis (Bosmans & Van Hove, 1986)
- Mallinella kritscheri Dankittipakul, Jocqué & Singtripop, 2012
- Mallinella kunmingensis Wang, Yin, Griswold & Peng, 2009
- Mallinella labialis Song & Kim, 1997
- Mallinella langping Zhang & Zhu, 2009
- Mallinella laxa B. S. Zhang & F. Zhang, 2019
- Mallinella ledong Lu & Li, 2023
- Mallinella leonardi (Simon, 1907)
- Mallinella leptoclada Dankittipakul, Jocqué & Singtripop, 2012
- Mallinella limushan Lu & Li, 2023
- Mallinella linguiformis Dankittipakul, Jocqué & Singtripop, 2012
- Mallinella lisongi Lin & Li, 2023
- Mallinella liuyang Yin & Yan, 2001
- Mallinella lobata (Bosmans & Hillyard, 1990)
- Mallinella longipoda Dankittipakul, Jocqué & Singtripop, 2012
- Mallinella maculata Strand, 1906
- Mallinella manengoubensis (Bosmans & Van Hove, 1986)
- Mallinella maolanensis Wang, Ran & Chen, 1999
- Mallinella martensi (Ono, 1983)
- Mallinella maruyamai Ono & Hashim, 2008
- Mallinella mbaboensis (Bosmans & Van Hove, 1986)
- Mallinella mbamensis (Bosmans & Van Hove, 1986)
- Mallinella medog Wang, Mu, Lu, Xu & Zhang, 2024
- Mallinella melanognatha (van Hasselt, 1882)
- Mallinella mengla Lu & Li, 2023
- Mallinella meriani (Bosmans & Hillyard, 1990)
- Mallinella merimbunenis Koh & Dankittipakul, 2014
- Mallinella microcera Dankittipakul, Jocqué & Singtripop, 2012
- Mallinella microleuca Dankittipakul, Jocqué & Singtripop, 2012
- Mallinella microtheca Dankittipakul, Jocqué & Singtripop, 2012
- Mallinella migu Wang, Mu, Lu, Xu & Zhang, 2024
- Mallinella milkyway Dayananda & Benjamin, 2025
- Mallinella moncheri Dayananda & Benjamin, 2025
- Mallinella montana Dankittipakul, Jocqué & Singtripop, 2012
- Mallinella monticola (Van Hove & Bosmans, 1984)
- Mallinella mucocrina Dankittipakul, Jocqué & Singtripop, 2012
- Mallinella multicornis Dankittipakul, Jocqué & Singtripop, 2012
- Mallinella murphyorum Dankittipakul, Jocqué & Singtripop, 2012
- Mallinella myrmecophaga Koh & Dankittipakul, 2014
- Mallinella nepalensis (Ono, 1983)
- Mallinella ngoclinha Logunov, 2010
- Mallinella nigra (Bosmans & Hillyard, 1990)
- Mallinella nilgherina (Simon, 1906)
- Mallinella nomurai Ono, 2003
- Mallinella nyikae (Pocock, 1898)
- Mallinella obliqua B. S. Zhang & F. Zhang, 2019
- Mallinella obtusa B. S. Zhang, F. Zhang & Chen, 2011
- Mallinella octosignata (Simon, 1903)
- Mallinella oculobella Dankittipakul, Jocqué & Singtripop, 2012
- Mallinella okinawaensis Tanikawa, 2005
- Mallinella okuensis (Bosmans & Van Hove, 1986)
- Mallinella onoi Dankittipakul, Jocqué & Singtripop, 2012
- Mallinella oreo Dayananda & Benjamin, 2025
- Mallinella oscari Dankittipakul, Jocqué & Singtripop, 2012
- Mallinella panchoi (Barrion & Litsinger, 1992)
- Mallinella pantianensis Zhong, Chen & Liu, 2022
- Mallinella parabifurcata Zhong, Chen & Liu, 2022
- Mallinella pectinata Dankittipakul, Jocqué & Singtripop, 2012
- Mallinella peculiaris Dankittipakul, Jocqué & Singtripop, 2012
- Mallinella phansipana Logunov, 2010
- Mallinella pingzhoui Lin & Li, 2023
- Mallinella platycera Dankittipakul, Jocqué & Singtripop, 2012
- Mallinella platyrhyncha Koh & Dankittipakul, 2014
- Mallinella pluma Jin & Zhang, 2013
- Mallinella ponikii (Bosmans & Hillyard, 1990)
- Mallinella ponikioides (Bosmans & Hillyard, 1990)
- Mallinella preoboscidea Dankittipakul, Jocqué & Singtripop, 2012
- Mallinella pricei (Barrion & Litsinger, 1995)
- Mallinella pseudokunmingensis Yu & Zhang, 2019
- Mallinella pulchra (Bosmans & Hillyard, 1990)
- Mallinella punctata Dankittipakul, Jocqué & Singtripop, 2012
- Mallinella raniformis Dankittipakul, Jocqué & Singtripop, 2012
- Mallinella rectangulata B. S. Zhang, F. Zhang & Chen, 2011
- Mallinella redimita (Simon, 1905)
- Mallinella reinholdae Dankittipakul, Jocqué & Singtripop, 2012
- Mallinella renaria B. S. Zhang & F. Zhang, 2018
- Mallinella robusta Dankittipakul, Jocqué & Singtripop, 2012
- Mallinella rolini Dankittipakul, Jocqué & Singtripop, 2012
- Mallinella rostrata Dankittipakul, Jocqué & Singtripop, 2012
- Mallinella sadamotoi (Ono & Tanikawa, 1990)
- Mallinella scapigera Dankittipakul, Jocqué & Singtripop, 2012
- Mallinella scharffi Dankittipakul, Jocqué & Singtripop, 2012
- Mallinella sciophana (Simon, 1901)
- Mallinella selecta (Pavesi, 1895)
- Mallinella sena Lin & Li, 2023
- Mallinella septemmaculata Ono, 2004
- Mallinella shahu Liu, 2023
- Mallinella shimojanai (Ono & Tanikawa, 1990)
- Mallinella shuqiangi Dankittipakul, Jocqué & Singtripop, 2012
- Mallinella silva Dankittipakul, Jocqué & Singtripop, 2012
- Mallinella simillima Dankittipakul, Jocqué & Singtripop, 2012
- Mallinella simoni Dankittipakul, Jocqué & Singtripop, 2010
- Mallinella slaburuprica (Barrion & Litsinger, 1995)
- Mallinella sobria (Thorell, 1890)
- Mallinella sphaerica Jin & Zhang, 2013
- Mallinella spiralis Dankittipakul, Jocqué & Singtripop, 2012
- Mallinella stenotheca Dankittipakul, Jocqué & Singtripop, 2012
- Mallinella suavis (Thorell, 1895)
- Mallinella subinermis Caporiacco, 1947
- Mallinella submonticola (Van Hove & Bosmans, 1984)
- Mallinella sumatrana Dankittipakul, Jocqué & Singtripop, 2012
- Mallinella sundaica Dankittipakul, Jocqué & Singtripop, 2012
- Mallinella superba Dankittipakul, Jocqué & Singtripop, 2012
- Mallinella sylvatica (Van Hove & Bosmans, 1984)
- Mallinella thailandica Dankittipakul, Jocqué & Singtripop, 2012
- Mallinella thinhi Ono, 2003
- Mallinella tianlin F. Zhang, B. S. Zhang & Jia, 2012
- Mallinella tricuspidata Dankittipakul, Jocqué & Singtripop, 2012
- Mallinella tridentata (Bosmans & Van Hove, 1986)
- Mallinella triplex Nzigidahera, Desnyder & Jocqué, 2011
- Mallinella truffles Dayananda & Benjamin, 2025
- Mallinella tuberculata Dankittipakul, Jocqué & Singtripop, 2012
- Mallinella tumidifemoris Ono & Hashim, 2008
- Mallinella uncinata (Ono, 1983)
- Mallinella v-insignita (Bosmans & Hillyard, 1990)
- Mallinella vandermarlierei (Bosmans & Van Hove, 1986)
- Mallinella vicaria (Kulczyński, 1911)
- Mallinella vietnamensis Ono, 2003
- Mallinella vittata (Thorell, 1890)
- Mallinella vittiventris Strand, 1913
- Mallinella vokrensis (Bosmans & Van Hove, 1986)
- Mallinella vulparia Dankittipakul, Jocqué & Singtripop, 2012
- Mallinella vulpina Dankittipakul, Jocqué & Singtripop, 2012
- Mallinella wiputrai Dankittipakul, Jocqué & Singtripop, 2010
- Mallinella yadong Wang, Mu, Lu, Xu & Zhang, 2024
- Mallinella yintiaoling Lu, Irfan & Zhang, 2025
- Mallinella zebra (Thorell, 1881)
- Mallinella zhoushengboi Lin & Li, 2024
- Mallinella zhui F. Zhang, B. S. Zhang & Jia, 2012

## Systématique et taxinomie
Ce genre a été décrit par Strand en 1906 dans les Zodariidae.
Langbiana et Suffucioides ont été placés en synonymie par Jocqué en 1991.

## Publication originale
- Strand, 1906 : « Diagnosen nordafrikanischer, hauptsächlich von Carlo Freiherr von Erlanger gesammelter Spinnen. » Zoologische Anzeiger, vol. 30, p. 604-637 & 655-690 (texte intégral).